# 串行端口

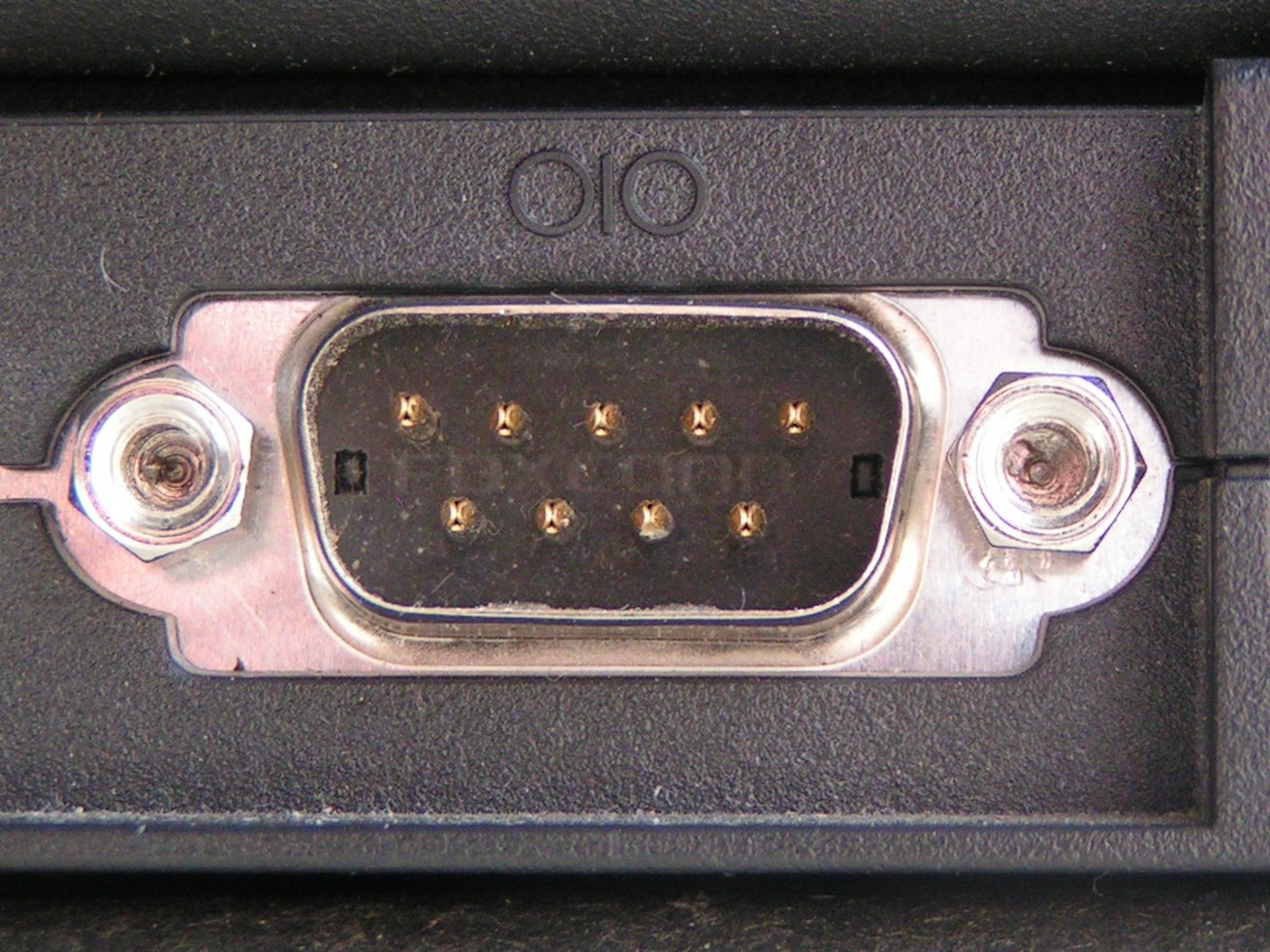
連接器的公母的DE-9連接器

序列埠（Serial port），也称串行接口或串行端口，串行通信接口，COM接口，简称串口。主要用于串行式逐位数据传输。常見的有一般電腦應用的RS-232（使用 25 针或 9 针连接器）和工業電腦應用的半雙工RS-485與全雙工RS-422。

## 規格
串行接口按电气标准及协议来分，包括RS-232-C、RS-422、RS485、USB等。 RS-232-C、RS-422与RS-485标准只对接口的电气特性做出规定，不涉及接插件、电缆或协议。USB是近几年发展起来的新型接口标准，主要应用于高速数据传输领域。
- RS-232-C

也称标准串口，是目前最常用的一种串行通讯接口。它是在1970年由美国电子工业协会（EIA）联合贝尔系统、 调制解调器厂家及计算机终端生产厂家共同制定的用于串行通讯的标准。它的全名是“数据终端设备（DTE）和数据通讯设备（DCE）之间串行二进制数据交换接口技术标准”。传统的RS-232-C接口标准有22根线，采用标准25芯D型插头座。自IBM PC/AT開始使用简化了的9芯D型插座。至今25芯插头座现代应用中已經很少采用。电脑一般有两个串行口：COM1和COM2，9针D形接口通常在计算机后面能看到。现在有很多手机数据线或者物流接收器都采用COM口与计算机相连。
- RS-422

为改进RS-232通信距离短、速率低的缺点，RS-422定义了一种平衡通信接口，将传输速率提高到10Mb/s，传输距离延长到4000英尺（速率低于100kb/s时），并允许在一条平衡总线上连接最多10个接收器。RS- 422是一种单机发送、多机接收的单向、平衡传输规范，被命名为TIA/EIA-422-A标准。
- RS-485

为扩展应用范围，EIA又于1983年在RS-422基础上制定了RS-485 标准，增加了多点、双向通信能力，即允许多个发送器连接到同一条总线上，同时增加了发送器的驱动能力和冲突保护特性，扩展了总线共模范围，后命名为 TIA/EIA-485-A标准。
- Universal Serial Bus（通用串行总线）

简称USB，是目前电脑上应用较广泛的接口规范，由Intel、Microsoft、Compaq、IBM、NEC、Northern Telcom等几家大厂商发起的新型外设接口标准。USB接口是电脑主板上的一种四针(九针，USB3.0Gen1、二十四针，USB-C接口)，其中中间两个针传输数据，两边两个针给外设供电。USB接口速度快、连接简单、不需要外接电源，传输速度5Gbps，新的USB 4可达40Gbps；电缆最大长度5米，USB电缆有4条线：2条信号线，2条电源线，可提供5伏特电源，USB电缆还分屏蔽和非屏蔽两种，屏蔽电缆传输速度可达5、40Gbps，价格较贵，非屏蔽电缆速度与屏蔽相同但价格便宜；USB通过串联方式最多可串接127个设备；支持热插拔。最新的規格是USB 4.0，最高传输速度可达40 Gbps。
- RJ-45接口

是以太网最为常用的接口，RJ45是一个常用名称，指的是由IEC(60)603-7标准化，使用由国际性的接插件标准定义的8个位置（8针）的模块化插孔或者插头。

## 串口与并口的区别
串口类似于一条车道，而并口就是有8个车道同一时刻能传送8位（一个字节）数据。但并不是并口快，由于8位通道之间的互相干扰。传输时速度就受到了限制。而且当传输出错时，要同时重新传8个位的数据。串口没有干扰，传输出错后重发一位就可以了，所以要比并口快。

### 交换机的
交换机的串口的英文就是trunk；是用来做下一跳路由转换用的。每个VLAN只有通过与TRUNK的路由指向后才能上外网
實際使用腳位說明
```
   Pin Name Dir Description
   2 TXD OutPut Transmit Data
   3 RXD InPut Receive Data
   5 GND System Ground
   7 CTS InPut Clear to Send
   8 RTS OutPut Request to Send
   9 Vcc InPut Power Supply(+5V)
```

## 用途
电脑主板上的串口：进行串行传输的接口，它一次只能传输1Bit。串行端口可以用于连接外置调制解调器、绘图仪或串行打印机。它也可以控制台连接的方式连接网络设备，例如路由器和交换机，主要用来配置它们。消費性電子已經由USB取代串列埠；但在非消費性用途，如網路設備等，串列埠仍是主要的傳輸控制方式。
- 終端（Computer terminal）。
- 调制解调器（Dial-up modems）。
- 印表機（Printers）。
- 網路設備（路由器、交换机等）。
- 舊式串列埠滑鼠。
- 舊式搖桿。
- GPS接收機（NMEA 0183標準為4800位元/秒）。
- 舊式GSM行動電話。
- 衛星電話、低速衛星數據機及其他衛星傳輸設備等。
- 微控制器、EPROM等可程式寫入器。
- 條碼掃描器或其它銷售時點情報系統（POS）設備。
- LED或LCD文字顯示器。
- 自製電器設備、工業電機設備。
- 舊式數位相機。
- 量測儀器，例如數位式多功能電錶，示波器等。
- 消費性電子產品更新韌體所使用。

## 
串口通信的方式包括串口同步通信和串口异步通信。
- 同步通信：在约定的通信速率下，发送端和接收端的时钟信号频率和相位始终保持同步，以保证通信双方在发送和接收数据时具有完全一样的定时关系。
- 异步通信：也称为起止式异步通信，是以字符为单位进行传输的，字符之间没有固定的时间间隔要求，每个字符中的各位则以固定的时间传送。